# Gangsta's Paradise (single)
Gangsta's Paradise is een single van de Amerikaanse rapper Coolio en de Amerikaanse rapper en soulzanger L.V. Het is een cover van Pastime Paradise van Stevie Wonder uit 1976. De single was afkomstig van de soundtrack van de film Dangerous Minds en kwam later op het album Gangsta's Paradise te staan. De single Gangsta's Paradise leverde een Grammy op en werd gekozen tot beste single van het jaar. L.V. bracht op een solo-album onder dezelfde titel ook een eigen versie van het nummer uit zonder Coolio. Op 1 augustus 1995 werd het nummer wereldwijd op single uitgebracht.

## Achtergrond
De single werd een wereldwijde hit en bereikte in veel landen de nummer 1-positie, onder andere in thuisland de Verenigde Staten werd de nummer 1-positie behaald in de Billboard Hot 100. In Canada werd de 29e positie bereikt. In o.a. Australië, Nieuw-Zeeland, Zimbabwe, Duitsland, Oostenrijk, Zwitserland, Scandinavië, Ierland en het Verenigd Koninkrijk werd de nummer 1-positie bereikt, evenals in de Eurochart Hot 100.
In Nederland was de single in week 41 van 1995 de 139e Megahit van de week op Radio 3FM en werd mede hierdoor een gigantische hit. De single bereikte de nummer 1-positie in zowel de publieke hitlijst Mega Top 50 op Radio 3FM als de Nederlandse Top 40 op Radio 538.
In België bereikte de single eveneens de nummer 1-positie in zowel de Vlaamse Ultratop 50, de Vlaamse Radio 2 Top 30 als de Waalse Ultratop 50.
Sinds de editie van december 2014, staat de single genoteerd in de jaarlijkse NPO Radio 2 Top 2000 van de Nederlandse publieke radiozender NPO Radio 2, met als hoogste notering een 271e positie in 2022.

## Nummers

### Cd-single
1. Gangsta's Paradise - 4:00
2. Gangsta's Paradise (instrumentaal) - 3:49

### 12 inch-vinyl-maxisingle
1. Gangsta's Paradise - 4:00
2. Gangsta's Paradise (instrumentaal) - 3:49
3. Fantastic Voyage - 4:04

## Christelijke invloed
De eerste regel van Gangsta's Paradise is een variatie op Psalm 23:4: Yea, though I walk through the valley of the shadow of death, I will fear no evil: for thou art with me (KJV) (Al gaat mijn weg door een donker dal, ik vrees geen gevaar, want U bent bij mij. (NBV)). Coolio maakte hiervan: As I walk through the valley of the shadow of death, I take a look at my life and realize there's nothing left (Terwijl ik door het dal van de schaduw des doods loop, bekijk ik mijn leven en besef dat er niets van over is.)

## Hitnoteringen

### Nederlandse Top 40
| "Gangsta's Paradise" in de Nederlandse Top 40 - binnen 21-10-1995 | "Gangsta's Paradise" in de Nederlandse Top 40 - binnen 21-10-1995 | "Gangsta's Paradise" in de Nederlandse Top 40 - binnen 21-10-1995 | "Gangsta's Paradise" in de Nederlandse Top 40 - binnen 21-10-1995 | "Gangsta's Paradise" in de Nederlandse Top 40 - binnen 21-10-1995 | "Gangsta's Paradise" in de Nederlandse Top 40 - binnen 21-10-1995 | "Gangsta's Paradise" in de Nederlandse Top 40 - binnen 21-10-1995 | "Gangsta's Paradise" in de Nederlandse Top 40 - binnen 21-10-1995 | "Gangsta's Paradise" in de Nederlandse Top 40 - binnen 21-10-1995 | "Gangsta's Paradise" in de Nederlandse Top 40 - binnen 21-10-1995 | "Gangsta's Paradise" in de Nederlandse Top 40 - binnen 21-10-1995 | "Gangsta's Paradise" in de Nederlandse Top 40 - binnen 21-10-1995 | "Gangsta's Paradise" in de Nederlandse Top 40 - binnen 21-10-1995 | "Gangsta's Paradise" in de Nederlandse Top 40 - binnen 21-10-1995 | "Gangsta's Paradise" in de Nederlandse Top 40 - binnen 21-10-1995 | "Gangsta's Paradise" in de Nederlandse Top 40 - binnen 21-10-1995 | "Gangsta's Paradise" in de Nederlandse Top 40 - binnen 21-10-1995 | "Gangsta's Paradise" in de Nederlandse Top 40 - binnen 21-10-1995 | "Gangsta's Paradise" in de Nederlandse Top 40 - binnen 21-10-1995 | "Gangsta's Paradise" in de Nederlandse Top 40 - binnen 21-10-1995 | "Gangsta's Paradise" in de Nederlandse Top 40 - binnen 21-10-1995 |
| Week                                                              | 1                                                                 | 2                                                                 | 3                                                                 | 4                                                                 | 5                                                                 | 6                                                                 | 7                                                                 | 8                                                                 | 9                                                                 | 10                                                                | 11                                                                | 12                                                                | 13                                                                | 14                                                                | 15                                                                | 16                                                                | 17                                                                | 18                                                                | 19                                                                |                                                                   |
| ----------------------------------------------------------------- | ----------------------------------------------------------------- | ----------------------------------------------------------------- | ----------------------------------------------------------------- | ----------------------------------------------------------------- | ----------------------------------------------------------------- | ----------------------------------------------------------------- | ----------------------------------------------------------------- | ----------------------------------------------------------------- | ----------------------------------------------------------------- | ----------------------------------------------------------------- | ----------------------------------------------------------------- | ----------------------------------------------------------------- | ----------------------------------------------------------------- | ----------------------------------------------------------------- | ----------------------------------------------------------------- | ----------------------------------------------------------------- | ----------------------------------------------------------------- | ----------------------------------------------------------------- | ----------------------------------------------------------------- | ----------------------------------------------------------------- |
| Nummer                                                            | 31                                                                | 6                                                                 | 1                                                                 | 1                                                                 | 1                                                                 | 1                                                                 | 1                                                                 | 2                                                                 | 2                                                                 | 3                                                                 | 6                                                                 | 13                                                                | 17                                                                | 14                                                                | 13                                                                | 14                                                                | 17                                                                | 22                                                                | 26                                                                | uit                                                               |

### Mega Top 50
| "Gangsta's Paradise" in de Mega Top 50 - binnen: 21-10-1995 | "Gangsta's Paradise" in de Mega Top 50 - binnen: 21-10-1995 | "Gangsta's Paradise" in de Mega Top 50 - binnen: 21-10-1995 | "Gangsta's Paradise" in de Mega Top 50 - binnen: 21-10-1995 | "Gangsta's Paradise" in de Mega Top 50 - binnen: 21-10-1995 | "Gangsta's Paradise" in de Mega Top 50 - binnen: 21-10-1995 | "Gangsta's Paradise" in de Mega Top 50 - binnen: 21-10-1995 | "Gangsta's Paradise" in de Mega Top 50 - binnen: 21-10-1995 | "Gangsta's Paradise" in de Mega Top 50 - binnen: 21-10-1995 | "Gangsta's Paradise" in de Mega Top 50 - binnen: 21-10-1995 | "Gangsta's Paradise" in de Mega Top 50 - binnen: 21-10-1995 | "Gangsta's Paradise" in de Mega Top 50 - binnen: 21-10-1995 | "Gangsta's Paradise" in de Mega Top 50 - binnen: 21-10-1995 | "Gangsta's Paradise" in de Mega Top 50 - binnen: 21-10-1995 | "Gangsta's Paradise" in de Mega Top 50 - binnen: 21-10-1995 | "Gangsta's Paradise" in de Mega Top 50 - binnen: 21-10-1995 | "Gangsta's Paradise" in de Mega Top 50 - binnen: 21-10-1995 | "Gangsta's Paradise" in de Mega Top 50 - binnen: 21-10-1995 | "Gangsta's Paradise" in de Mega Top 50 - binnen: 21-10-1995 | "Gangsta's Paradise" in de Mega Top 50 - binnen: 21-10-1995 | "Gangsta's Paradise" in de Mega Top 50 - binnen: 21-10-1995 | "Gangsta's Paradise" in de Mega Top 50 - binnen: 21-10-1995 |
| Week                                                        | 1                                                           | 2                                                           | 3                                                           | 4                                                           | 5                                                           | 6                                                           | 7                                                           | 8                                                           | 9                                                           | 10                                                          | 11                                                          | 12                                                          | 13                                                          | 14                                                          | 15                                                          | 16                                                          | 17                                                          | 18                                                          | 19                                                          | 20                                                          |                                                             |
| ----------------------------------------------------------- | ----------------------------------------------------------- | ----------------------------------------------------------- | ----------------------------------------------------------- | ----------------------------------------------------------- | ----------------------------------------------------------- | ----------------------------------------------------------- | ----------------------------------------------------------- | ----------------------------------------------------------- | ----------------------------------------------------------- | ----------------------------------------------------------- | ----------------------------------------------------------- | ----------------------------------------------------------- | ----------------------------------------------------------- | ----------------------------------------------------------- | ----------------------------------------------------------- | ----------------------------------------------------------- | ----------------------------------------------------------- | ----------------------------------------------------------- | ----------------------------------------------------------- | ----------------------------------------------------------- | ----------------------------------------------------------- |
| Nummer                                                      | 24                                                          | 5                                                           | 1                                                           | 1                                                           | 1                                                           | 1                                                           | 1                                                           | 1                                                           | 2                                                           | 2                                                           | 5                                                           | 7                                                           | 13                                                          | 13                                                          | 12                                                          | 20                                                          | 23                                                          | 33                                                          | 35                                                          | 50                                                          | uit                                                         |

### Vlaamse Ultratop 50
| "Gangsta's Paradise" in de Vlaamse Ultratop 50 - binnen 28-10-1995 | "Gangsta's Paradise" in de Vlaamse Ultratop 50 - binnen 28-10-1995 | "Gangsta's Paradise" in de Vlaamse Ultratop 50 - binnen 28-10-1995 | "Gangsta's Paradise" in de Vlaamse Ultratop 50 - binnen 28-10-1995 | "Gangsta's Paradise" in de Vlaamse Ultratop 50 - binnen 28-10-1995 | "Gangsta's Paradise" in de Vlaamse Ultratop 50 - binnen 28-10-1995 | "Gangsta's Paradise" in de Vlaamse Ultratop 50 - binnen 28-10-1995 | "Gangsta's Paradise" in de Vlaamse Ultratop 50 - binnen 28-10-1995 | "Gangsta's Paradise" in de Vlaamse Ultratop 50 - binnen 28-10-1995 | "Gangsta's Paradise" in de Vlaamse Ultratop 50 - binnen 28-10-1995 | "Gangsta's Paradise" in de Vlaamse Ultratop 50 - binnen 28-10-1995 | "Gangsta's Paradise" in de Vlaamse Ultratop 50 - binnen 28-10-1995 | "Gangsta's Paradise" in de Vlaamse Ultratop 50 - binnen 28-10-1995 | "Gangsta's Paradise" in de Vlaamse Ultratop 50 - binnen 28-10-1995 | "Gangsta's Paradise" in de Vlaamse Ultratop 50 - binnen 28-10-1995 | "Gangsta's Paradise" in de Vlaamse Ultratop 50 - binnen 28-10-1995 | "Gangsta's Paradise" in de Vlaamse Ultratop 50 - binnen 28-10-1995 | "Gangsta's Paradise" in de Vlaamse Ultratop 50 - binnen 28-10-1995 | "Gangsta's Paradise" in de Vlaamse Ultratop 50 - binnen 28-10-1995 | "Gangsta's Paradise" in de Vlaamse Ultratop 50 - binnen 28-10-1995 | "Gangsta's Paradise" in de Vlaamse Ultratop 50 - binnen 28-10-1995 | "Gangsta's Paradise" in de Vlaamse Ultratop 50 - binnen 28-10-1995 | "Gangsta's Paradise" in de Vlaamse Ultratop 50 - binnen 28-10-1995 | "Gangsta's Paradise" in de Vlaamse Ultratop 50 - binnen 28-10-1995 | "Gangsta's Paradise" in de Vlaamse Ultratop 50 - binnen 28-10-1995 | "Gangsta's Paradise" in de Vlaamse Ultratop 50 - binnen 28-10-1995 | "Gangsta's Paradise" in de Vlaamse Ultratop 50 - binnen 28-10-1995 | "Gangsta's Paradise" in de Vlaamse Ultratop 50 - binnen 28-10-1995 | "Gangsta's Paradise" in de Vlaamse Ultratop 50 - binnen 28-10-1995 | "Gangsta's Paradise" in de Vlaamse Ultratop 50 - binnen 28-10-1995 |
| Week                                                               | 1                                                                  | 2                                                                  | 3                                                                  | 4                                                                  | 5                                                                  | 6                                                                  | 7                                                                  | 8                                                                  | 9                                                                  | 10                                                                 | 11                                                                 | 12                                                                 | 13                                                                 | 14                                                                 | 15                                                                 | 16                                                                 | 17                                                                 | 18                                                                 | 19                                                                 | 20                                                                 | 21                                                                 | 22                                                                 | 23                                                                 | 24                                                                 | 25                                                                 | 26                                                                 | 27                                                                 | 28                                                                 |                                                                    |
| ------------------------------------------------------------------ | ------------------------------------------------------------------ | ------------------------------------------------------------------ | ------------------------------------------------------------------ | ------------------------------------------------------------------ | ------------------------------------------------------------------ | ------------------------------------------------------------------ | ------------------------------------------------------------------ | ------------------------------------------------------------------ | ------------------------------------------------------------------ | ------------------------------------------------------------------ | ------------------------------------------------------------------ | ------------------------------------------------------------------ | ------------------------------------------------------------------ | ------------------------------------------------------------------ | ------------------------------------------------------------------ | ------------------------------------------------------------------ | ------------------------------------------------------------------ | ------------------------------------------------------------------ | ------------------------------------------------------------------ | ------------------------------------------------------------------ | ------------------------------------------------------------------ | ------------------------------------------------------------------ | ------------------------------------------------------------------ | ------------------------------------------------------------------ | ------------------------------------------------------------------ | ------------------------------------------------------------------ | ------------------------------------------------------------------ | ------------------------------------------------------------------ | ------------------------------------------------------------------ |
| Nummer                                                             | 46                                                                 | 27                                                                 | 11                                                                 | 5                                                                  | 2                                                                  | 1                                                                  | 2                                                                  | 1                                                                  | 1                                                                  | 1                                                                  | 2                                                                  | 2                                                                  | 2                                                                  | 2                                                                  | 2                                                                  | 4                                                                  | 4                                                                  | 7                                                                  | 8                                                                  | 8                                                                  | 9                                                                  | 15                                                                 | 17                                                                 | 19                                                                 | 29                                                                 | 36                                                                 | 39                                                                 | 43                                                                 | uit                                                                |

### NPO Radio 2 Top 2000
| Nummer met noteringen in de NPO Radio 2 Top 2000 | '14  | '15  | '16  | '17  | '18 | '19 | '20 | '21 | '22 | '23 | '24 |
| ------------------------------------------------ | ---- | ---- | ---- | ---- | --- | --- | --- | --- | --- | --- | --- |
| Gangsta's Paradise                               | 1467 | 1121 | 1302 | 1281 | 845 | 963 | 830 | 629 | 271 | 401 | 464 |

1. ↑  Een vetgedrukt getal geeft de hoogste notering aan.
2. ↑  2014 was het eerste jaar met een notering voor dit nummer.

## Parodie
Weird Al Yankovic maakte een parodie op het nummer met als titel Amish Paradise. Hierin neemt hij de amish op de hak.